# زلزال كيتا تانغو 1927
وقعَ زلزال كيتا تانغو (北丹後地震) في محافظة كيوتو بتاريخ 7 مارس عام 1927. وسجَّل شدَّة قدرها 7 درجات على مقياس درجة العزم. وبلغ عدد الضحايا الذين قضوا جراءه 2,956 شخص، في حين بلغ عدد المصابين 7,806 شخص. تدَّمَرت تقريبًا جميع المنازل في مينياما (الآن جزء من كيوتانغو) جراء الزلزال. ووصل تأثيره إلى مدن مثل طوكيو وكاغوشيما التي شعرَ الناس فيهما به.

## معرض الصور

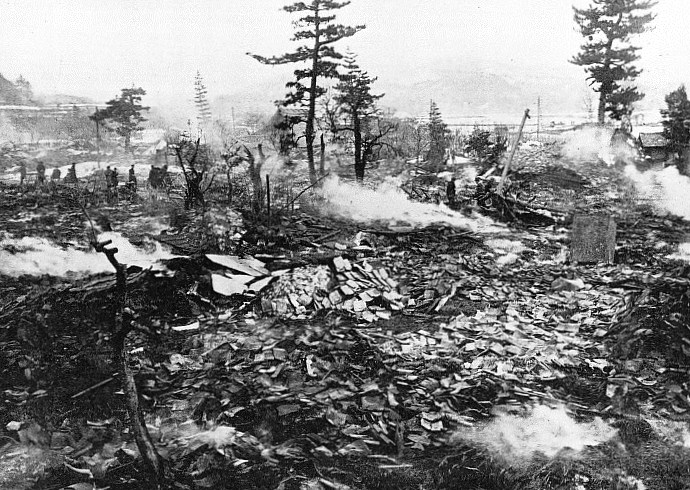
الدمار في يوتسوتسوجي
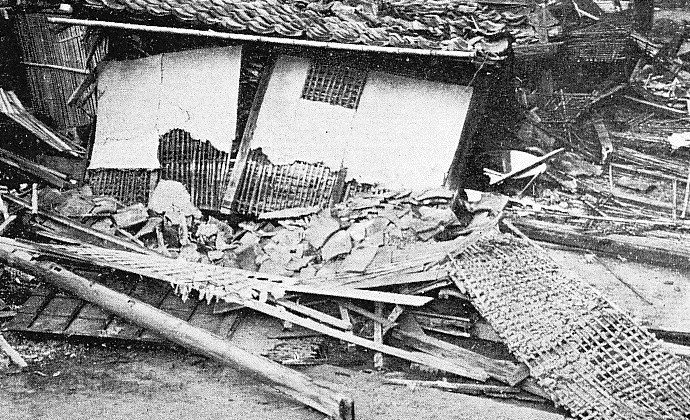
جانب من الدمار
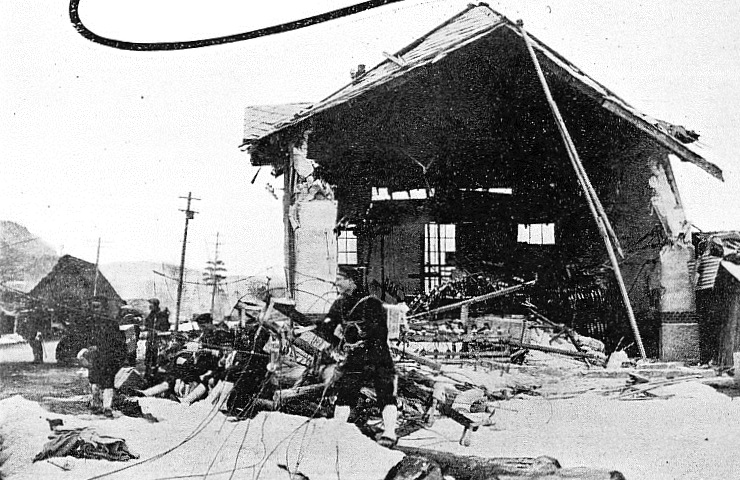
جانب من الدمار
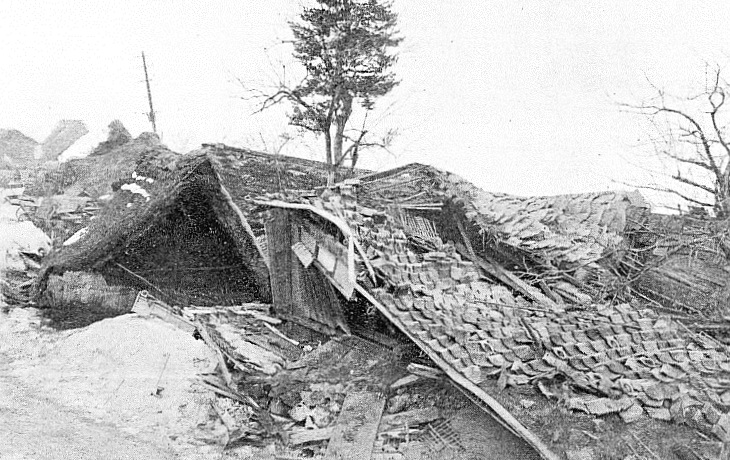
جانب من الدمار
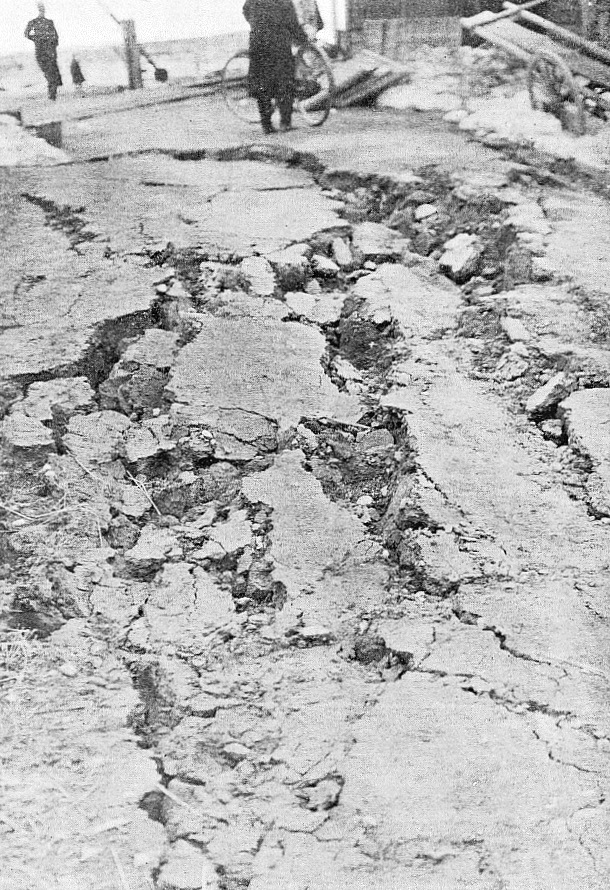
جانب من الدمار

## وصلات خارجية
- زلزال بشدّة سبع درجات يضرب هونشو الغربيَّة في اليابان – هيئة المساحة الجيولوجية الأمريكية